# Telencèfal

Vista del telencèfal en 3D (vermell).

En neuroanatomia dels vertebrats, el telencèfal és allò que hom anomena habitualment "cervell". Més específicament, es tracta del conjunt constituït pels hemisferis cerebrals (escorça cerebral, la matèria blanca i estructures subcorticals) i estructures associades.
El telencèfal apareix a l'estadi de cinc vesícules del neurodesenvolupament embrionari, quan el prosencèfal es divideix en dos: la part rostral forma el telencèfal i la part caudal origina el diencèfal.
Des del punt de vista filogenètic, es tracta de l'estructura nerviosa més recent, i està especialment desenvolupat en els mamífers, i en particular en els primats.

## Vesícules del cervell
1. Diencèfal
2. Mesencèfal
3. Metencèfal
4. Mielencèfal